# Irwin Allen
Irwin Allen (* 12. Juni 1916 in New York City, USA; † 2. November 1991 in Santa Monica, Kalifornien, USA) war ein US-amerikanischer Filmproduzent, der in den 1970er-Jahren durch mehrere Katastrophenfilme als Master of Disaster bekannt wurde.

## Leben
Irwin Allen ging nach seinem Studium 1938 als Redakteur eines Magazins nach Hollywood. Seine eigene Radioshow produzierte er zwischen 1939 und 1950. Er war auch Regisseur und für das Drehbuch verantwortlich.
Als Filmproduzent trat er erstmals 1950 für die RKO in Erscheinung. Für die Warner Bros. realisierte er zwischen 1956 und 1957 zwei Filme. Nach einem Zirkusfilm für die Allied Artists Pictures trat er 1960 in eine jahrelange Partnerschaft mit der 20th Century Fox ein. Seine erste Regiearbeit, der Dokumentarfilm The Sea Around Us, gewann 1953 den Oscar als bester Dokumentarfilm. Rachel Carson, die Autorin der Buchvorlage, war jedoch über die reißerischen Elemente des Films enttäuscht. Seine zweite Regiearbeit folgte 1956 mit dem Dokumentarfilm Die Tierwelt ruft, in der er eine Sauriersequenz mit Hilfe der Stop-Motion-Technik durch Willis O’Brien und Ray Harryhausen animieren ließ. Er wechselte zum Spielfilm und übernahm neben der Produktion auch die Regie der nächsten fünf Filme, die zwischen 1957 und 1962 entstanden. Die Spezialeffekte für die Arthur-Conan-Doyle-Verfilmung Versunkene Welt wurden entsprechend derjenigen des Films Die Reise zum Mittelpunkt der Erde angefertigt. Nach dem Science-Fiction-Film Unternehmen Feuergürtel folgte 1962 die Jules-Verne-Verfilmung Fünf Wochen im Ballon. Für alle diese Regiearbeiten schrieb er auch das Drehbuch.
Als Produzent, Drehbuchschreiber und Regisseur wechselte er in den 60er-Jahren zum Fernsehen. Er begann Science-Fiction- und Abenteuerserien wie Die Seaview – In geheimer Mission (1964–1968), Verschollen zwischen fremden Welten (1965–1968), Time Tunnel (1966–1967) und Planet der Giganten (1968–1970) zu produzieren. Um Kosten zu sparen, wurden Spezialeffekte aus seinen früheren Filmen in die Serien hineingeschnitten oder Requisiten mehrfach für die verschiedenen Serien wiederverwendet.
Nach dem Erfolg von Airport sah Allen das Potenzial weiterer Katastrophenfilme und er produzierte Die Höllenfahrt der Poseidon mit der 20th Century Fox. Mit noch größerem Aufwand wurde Flammendes Inferno realisiert, eine Gemeinschaftsproduktion der Warner Bros. und der 20th Century Fox. Diese Filme liefen mit Erfolg und gelten noch heute als Inbegriff des Katastrophenfilms. In beiden Produktionen stammten die Actionszenen von Allen selbst. Er wechselte zu Warner Bros. und drehte nach der Produktion des Actionfilms Viva Knievel – Der Tod springt mit die Katastrophenfilme Der tödliche Schwarm und Jagd auf die Poseidon, die trotz eines großen Staraufgebots an den Kinokassen scheiterten. Allens letzter Beitrag fürs Kino war die Warner-Bros.-Produktion Der Tag, an dem die Welt unterging.
Seine Fernseharbeit ging trotz seines erneuten Kinoeinsatzes mit Science-Fiction- und Abenteuerfilmen wie Um 9 Uhr geht die Erde unter (1971) und Abenteuer in Atlantis (1978) weiter. Den Katastrophenfilm brachte er mit Die Flut bricht los (1976) und Blutiges Inferno (1977) auch in die heimische Fernsehstube. Der Start für kurzlebige Fernsehserien wurde mit Die Schweizer Familie Robinson (1975) und Code Red (1981) gelegt. Seine Fernsehkarriere endete schließlich mit Alice im Wunderland (1985) und Schrei nach Gerechtigkeit (1986).
Er war mit Sheila Ann Mathews verheiratet, die auch in einigen seiner Filme kleinere Rollen übernahm.
Irwin Allen verstarb am 2. November 1991 in Santa Monica an Herzversagen.

## Filmografie (Auswahl)
- 1950: Where Danger Lives
- 1951: Doppeltes Dynamit (Double Dynamite)
- 1952: A Girl in Every Port
- 1953: The Sea Around Us
- 1954: Blut im Schnee (Dangerous Mission)
- 1956: Die Tierwelt ruft (The Animal World)
- 1957: The Story of Mankind
- 1959: Die Welt der Sensationen (The Big Circus)
- 1960: Versunkene Welt (The Lost World)
- 1961: Unternehmen Feuergürtel (Voyage to the Bottom of the Sea)
- 1962: Fünf Wochen im Ballon (Five Weeks in a Balloon)
- 1971: Um 9 Uhr geht die Erde unter (City Beneath the Sea) (Fernsehfilm)
- 1972: Die Höllenfahrt der Poseidon (The Poseidon Adventure)
- 1974: Flammendes Inferno (The Towering Inferno)
- 1976: Die Flut bricht los (Flood) (Fernsehfilm)
- 1977: Blutiges Inferno (Fire!)
- 1977: Viva Knievel – Der Tod springt mit (Viva Knievel!)
- 1978: Abenteuer in Atlantis (The Return of Captain Nemo)
- 1978: Der tödliche Schwarm (The Swarm)
- 1979: Seilbahn des Schreckens (Hanging by a Thread)
- 1979: Jagd auf die Poseidon (Beyond the Poseidon Adventure)
- 1980: Der Tag, an dem die Welt unterging (When Time Ran Out…)
- 1980: Das Geheimnis der Queen Anne (The Memory of Eva Ryker)
- 1983: Die Nacht, als die Brücke einstürzte (The Night the Bridge Fell Down)
- 1985: Alice im Wunderland (Alice in Wonderland) (Fernsehfilm)
- 1986: Schrei nach Gerechtigkeit (Outrage!)

## Auszeichnungen
- 1953: Oscar für den besten Dokumentarfilm: The Sea Around Us (1953)
- 1983: Worst Career Achievement Award (Goldene Himbeere)